# Восхождение Героя Щита
«Восхождение Героя Щита» (яп. 盾の勇者の成り上がり Татэ но Ю:ся но Нариагари) — серия ранобэ, написанных Анэко Юсаги. Первоначально публиковались в качестве веб-романа, после чего опубликованы издательством Media Factory, иллюстрациями занималась Минами Сэйра. Всего серия состоит из 22 томов.
Серия ранобэ была адаптирована в виде манги, опубликованной Kadokawa Shoten. Иллюстратором манги является Айя Кью. На данный момент опубликовано 19 томов.
Анонсирована аниме-адаптация. В начале сентября 2018 года, на официальном сайте сериала выложили первый полный рекламный ролик. Премьера аниме-сериала состоялась 5 января 2019 года.
Дата выхода второго сезона аниме анонсирована на октябрь 2021. В связи с пандемией COVID-19 выход второго сезона был отложен на весну 2022 года.

## Сюжет
Наофуми Иватани, отаку и студент университета, который проводит свои дни в играх и манге. Однажды он оказывается вызванным в параллельную вселенную. Позже он узнаёт, что является одним из четырёх героев, оснащенных легендарным оружием, которому поручено спасти мир от его предсказанного разрушения. Присоединиться к нему никто не захотел, за исключением одной авантюристки. В результате Наофуми был ею ограблен и обвинён в изнасиловании. Наофуми решил отомстить обидчикам, встав на путь мести. Помогают ему в этом енотовидная девушка Рафталия и девочка-птица Фило — будущая королева филориалов, которых он выкупил у работорговца.

## Главные герои
Наофуми Иватани (яп. 岩谷尚文 Иватани Наофуми) — главный персонаж, Герой Щита. В новый мир, в отличие от остальных Героев, попал через книгу, перенёсшую его туда. Никаким способом не способен напрямую атаковать врагов, потому полагается на поддержку своей рабыни Рафталии и филориала Фило, которых был вынужден купить у работорговца, так как после призыва никто не пожелал присоединиться к нему. В отличие от остальных Героев, во время периодических «волн» сражающихся с появляющимися врагами, Наофуми пытается в первую очередь защитить мирных жителей, попадающих под удар. Такие методы лишь ухудшают его репутацию среди знати, однако среди простолюдинов он пользуется славой и уважением, будучи известным в роли «Святой небесной птицы». Обычно нелюдим и не доверяет окружающим, однако всегда спокоен и дружелюбен с теми, кто относится к нему хорошо.
Сэйю: Кайто Исикава
Рафталия (яп. ラフタリア Рафутариа) — получеловек-тануки, рабыня, купленная Наофуми, дабы она убивала монстров вместо него. Несмотря на то, что она — все ещё ребёнок, благодаря высокому уровню, набранному вместе с Наофуми, выглядит как взрослая девушка лет 18-19. Любит Наофуми, но не может донести до него свои чувства, так как он воспринимает Рафталию как дочь, пытаясь хоть чем-то заменить ей погибших родителей. Позже она становится владелицей Клановой Катаны.
Сэйю: Асами Сэто
Фило (яп. フィーロ Фи:ро) — вылупившаяся из яйца, купленного Наофуми, изначально была обычным филориалом, но будучи выращенной Героем, выросла в королеву филориалов — разумную говорящую птицу, владеющий магией воздуха и способную превращаться в человека, не теряя при этом свои способности. Позже она становится Героем Когтей.
Сэйю: Рина Хидака

## Медиа

### Ранобэ
Серия ранобэ, написанная Анэко Юсаги, изначально публиковалась как веб-роман, серия была опубликована издательством Media Factory с иллюстрациями Минами Сэйры. Всего опубликовано 22 тома.
В США ранобэ и манга лицензированы One Peace Books и были опубликованы в сентябре 2015 года.

### Манга
Ранобэ адаптирована в манга-серию Айя Кью и опубликована издательством Media Factory, с выпуском шести томов, выпущенных с 23 июля 2016 года. Оба романа и манга были лицензированы One Peace Books и были опубликованы в Северной Америке, начиная с сентября 2015.
В СНГ серия манги была лицензирована XL Media в 2016 году.

### Аудиокниги
Выпускаются компанией Audible с июля 2016 года, в настоящее время выпущено 17 томов, чтец — Сатико Яо.

### Спектакли
Радиопостановка под названием «The Rising of the Shield Hero 14.5 Drama CD Booklet» была выпущена Media Factory 23 сентября 2016 года.

### Аниме
В начале 2017 года было объявлено об адаптации ранобэ в формате аниме-сериала. Производство поручено студии Kinema Citrus, режиссёрское кресло занял Такао Або. Трансляцией по всему миру займётся потоковый сервис Crunchyroll. Премьера аниме-сериала состоялась 9 января 2019 года из 25 серий.
Первая вступительная тема — «RISE» в исполнении MADKID, а первая заключительная тема — «Kimi no Namae» (き み の 名 前) в исполнении Chiai Фудзикава. Вторая вступительная тема — «FAITH», исполняемая MADKID, а вторая заключительная тема — «While I’m Next to You» (яп. あたしが隣にいるうちに Atashi ga Tonari ni Iru Uchi ni) в исполнении Фудзикавы. В эпизоде 4 Асами Сэто исполнила песню «Falling Through Starlight» роль своего персонажа Рафталии. И Crunchyroll, и Funimation Entertainment транслировали аниме. Crunchyroll транслировали сериал как в оригинальной японской версии, так и в английском. 1 мая 2019 года Funimation начали трансляцию даба. Изначально намереваясь выпустить английский дабл одновременно с оригинальным японским, Crunchyroll объявили о двухнедельной задержке с выпуском английской версии 14 мая, за день до запланированного эпизода 19 «Четыре кардинальных героя».
1 сентября 2019 года анонсирован выход второго и третьего сезонов. 5 сентября 2020 года вместе со вторым трейлером, был анонсирован выход второго и третьего сезона в январе 2021 года, но позже он был перенесен. Второй сезон вышел в октябре 2021 года. Третий сезон вышел в октябре 2023 года.

### Прочее
25 июня 2019 года издательством Media Factory было выпущено официальное руководство под названием «The Rising of the Shield Hero Class Up Official Setting Book» объёмом 290 страниц.

## Критика
Ребекка Сильверман при обзоре ранобэ заметила, что несмотря на избитость сюжета (главный герой попадает в виртуальный мир игры MMORPG и учится там выживать без возможности вернуться в реальность), сюжет не полностью копирует такие известные сюжеты, как Sword Art Online или Log Horizon, например, главный герой Наофуми явно не так героичен, как главные персонажи данных произведений. Наофуми скорее можно назвать антигероем, которым он стал ввиду остракизма и некоторых обстоятельств. Тем не менее окружающий мир едва ли интересен и скорее похож на чтение руководства по игре, сам сюжет держится прежде всего на главных героях. Делая итоговый обзор, Ребекка заметила, что автор уделяет излишнее внимание описаниям классов оружия, обделяя само развитие истории. Тем не менее автор уделяет его второстепенным персонажам, которые получат хорошее развитие, а сам главный герой развивается как личность.

### Негативная реакция
Сюжет истории вызвал споры и негативную реакцию у многих женских зрителей аниме на Западе. Они сочли факт продвижения в сюжете систематических ложных обвинений в сексуальных домогательствах дискредитирующим проблему домогательств в целом, а сам сюжет, по их мнению, оправдывает жестокое обращение и недоверие к женщинам, продвигая ценности культуры изнасилований и обвинения жертвы, в результате которых подавляющее число жертв изнасилований предпочитают умалчивать о них, в том числе из-за страха быть обвинёнными во лжи и шантаже. Обзоры аниме-сериала в США были в результате в основном негативными. Часть мужских зрителей встала на защиту аниме: они указали на то, что нельзя судить о поведении героя, ложных домогательствах и женском рабстве вне контекста развития сюжета, а критика наличия в произведении ложных обвинений в домогательствах также является формой дискриминации против мужчин и не должна умалчиваться в произведениях в угоду феминистским движениям. В Японии содержание сериала в целом не вызвало споров, а создатели аниме заметили, что не собираются отказываться от дальнейшего выпуска сериалов, похожих на «Восхождение Героя Щита».

### Комментарии
1. ↑  Споры вызвал факт того, что главный герой, ставший жертвой ложного обвинения в домогательствах в прошлом, стал предпочитать общение с собственными рабынями, которые ограничены магией в свободе своих действий и вынуждены сражаться вместо своего хозяина. Рафталия, очередная рабыня, проникается состраданием к главному герою.